# Я — молодая
«Я — Молодая» — другий студійний альбом співачки Катя Chilly, який вийшов у 2006 році.

## Про альбом
Альбом «Я — молодая» видано у квітні 2006 року на студії Ukrainian records. До нього увійшли 13 треків, серед яких кілька вже представлених раніше: дует з Сашком Положинським «Понад хмарами», випущена на синглі композиція «Півні» та «Я — молодая», музичне відео на яку вийшло у середині лютого. Альбом був синтезом фольклору та сучасної електронної музики. В основу більшості композицій альбому покладено народні слова («Крашен вечір», «Зозуля», «Криниченька»). У концепцію роботи вдало вписалися вірші сучасних авторів — харківської поетеси Ніни Супруненко, Ольги Башкрірової та Федора Млинченка.

## Відгуки
Кандидат мистецтвознавства Юлія Карчова зауважує, що цей альбом показав сталість творчого кредо співачки, «утвердження нерозривності злиття світів природи, людини та цивілізації». Вона відзначила наявність у ньому як фольклорних так і творів сучасних авторів, а також темброву різноманітність — електронні тембри, акустична гітара («Я — молодая») та бандура («Крашен вечір», «Син»)ː
|  | Домінування народнопісенної виконавської парадигми в пісні „Крашен вечір“ виражається в дотриманні пласкої позиції піднебіння, редукції голосних, мелізматиці (форшлаги, глісандо), твердій атаці звука, гетерофонних розшаруваннях тонів, значущості варіаційності в розвитку мелосу, у пісні „Півні“ — у застосуванні головного резонатора, „усміхненій“ близькій артикуляції без редукції звуків, м'якій атаці звука. Міксування культур у пісні „Тебе нема“ відбиває електронна обробка голосу та водночас використання співачкою всіх варіантів народно-пісенного виконавства зі збереженням його парадигмальних ознак, до народно-академічної та естрадної трансформацій». |

Кандидат мистецтвознавства Андрій Бондаренко відзначає, що в піснях «Крашен Вечір», «Вишенька», «Зозуля», «Красно-рясно» наявні унікальні приклади поєднання автентичного вокалу з високим, «фальцетним» співом. А також зауважує, що автентичний вокал у цьому альбомі супроводжує «найбільш вишукане специфічно-електронне звучання, тоді як супровід співу у верхній теситурі більше тяжіє до традицій рок-музики».

## Список композицій
Всі пісні (крім 8 і 13) — народні.
| #                          | Назва                                                | Автор слів      | Автор музики                | Тривалість |
| -------------------------- | ---------------------------------------------------- | --------------- | --------------------------- | ---------- |
| 1.                         | «Крашен вечір»                                       |                 | Сергій Гера, Роман Гриньків | 4:42       |
| 2.                         | «Півні»                                              |                 | Олександр Слуцький          | 3:26       |
| 3.                         | «Тебе нема»                                          | Ніна Супруненко | О. Слуцький                 | 3:41       |
| 4.                         | «Вишенька»                                           |                 | С. Гера                     | 4:31       |
| 5.                         | «Красно-ясно»                                        |                 | С. Гера                     | 3:45       |
| 6.                         | «Син»                                                | Ольга Башкирова | С. Гера, Р. Гриньків        | 6:10       |
| 7.                         | «Я — молодая»                                        |                 | С. Гера                     | 3:46       |
| 8.                         | «Понад хмарами» (за участю Олександра Положинського) | О. Положинський |                             | 4:27       |
| 9.                         | «Electronique Superstar»                             |                 | О. Слуцький                 | 3:55       |
| 10.                        | «Криниченька»                                        |                 | С. Гера                     | 3:34       |
| 11.                        | «Сонце»                                              | О. Башкирова    | С. Гера                     | 4:05       |
| 12.                        | «Зозуля»                                             |                 | С. Гера                     | 3:51       |
| 13.                        | «Любов моя»                                          | Федір Млинченко | С. Гера                     | 5:02       |
| Загальна тривалість: 54:55 |                                                      |                 |                             |            |

## Учасники запису
- Катя Chilly — спів;
- Сергій Гера — аранжування, програмування;
- Олександр Положинський — спів (трек 8);
- Дмитро Максименко — фото
- Андрій Мішин — інжиніринг;
- Олег Білий — інжиніринг;
- Олександр Баранівський — гітара (трек 8);
- Сергій Біліченко — гітара (трек 8).